# Орто-Токой
Орто́-Токо́й — посёлок городского типа в Кыргызстане. Подчинён администрации города Балыкчы Иссык-Кульской области. Расположен в 20 км к юго-западу от Балыкчы.
Население — 495 жителей.
Статус посёлка городского типа получил в 1947 году.
В 2 км от Орто-Токоя расположено Орто-Токойское водохранилище, построенное в 1960 году для нужд мелиорации.

## Население
| 1959 | 1970 | 1979 | 1989 | 1999 | 2009 |
| ---- | ---- | ---- | ---- | ---- | ---- |
| 1121 | 391  | 397  | 591  | 605  | 495  |